# نخل نان
نخل نان (نام علمی: Encephalartos longifolius) نام یک گونه از راسته سرخس نخلی است.